# Ceridwen

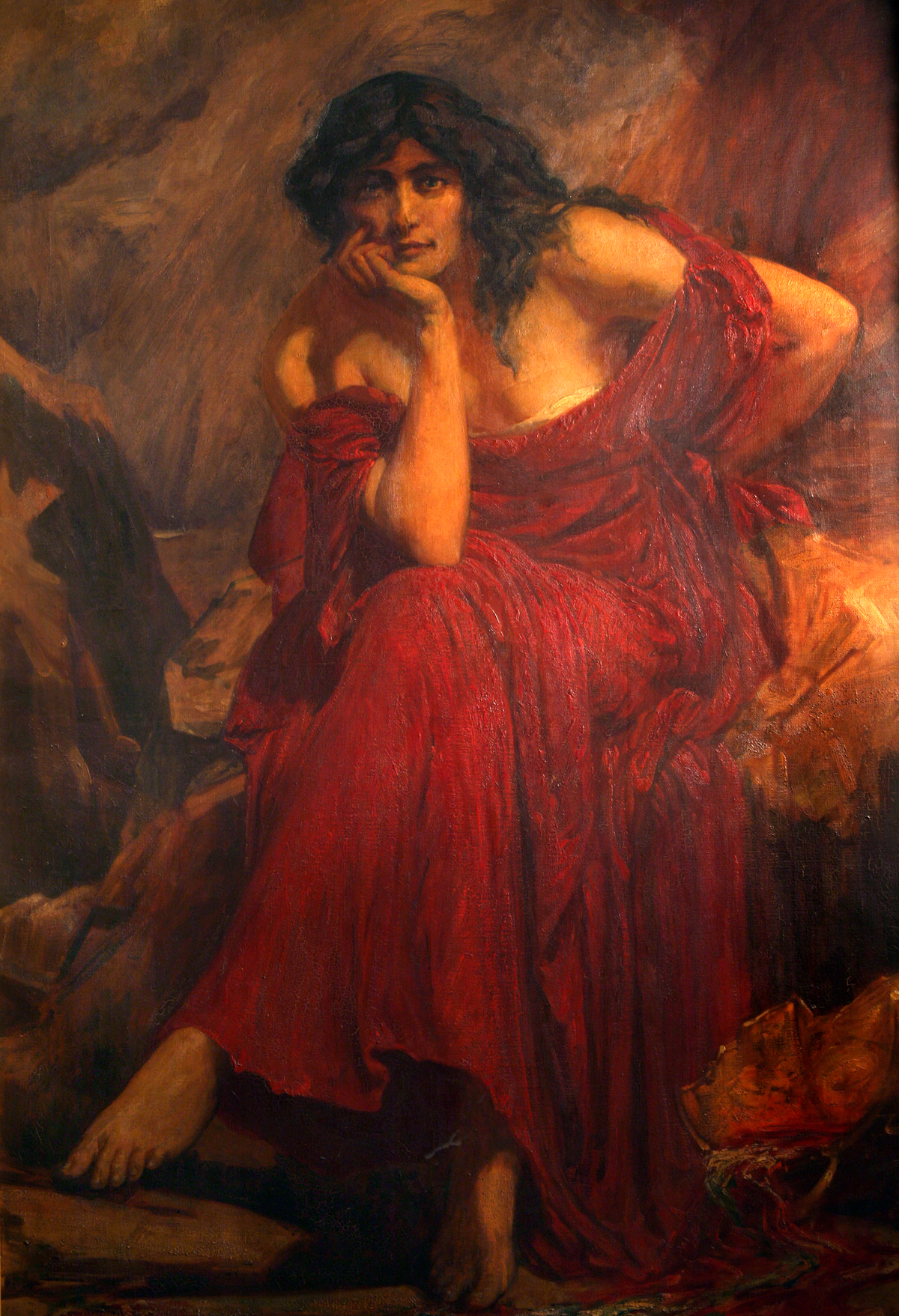
Ceridwen, Gemälde von Christopher Williams

Ceridwen (walisisch [ke'ridwen], auch Carridwen oder Kerridwen) ist eine Figur mittelalterlicher Sagen der keltischen Mythologie von Wales.

## Mythologie

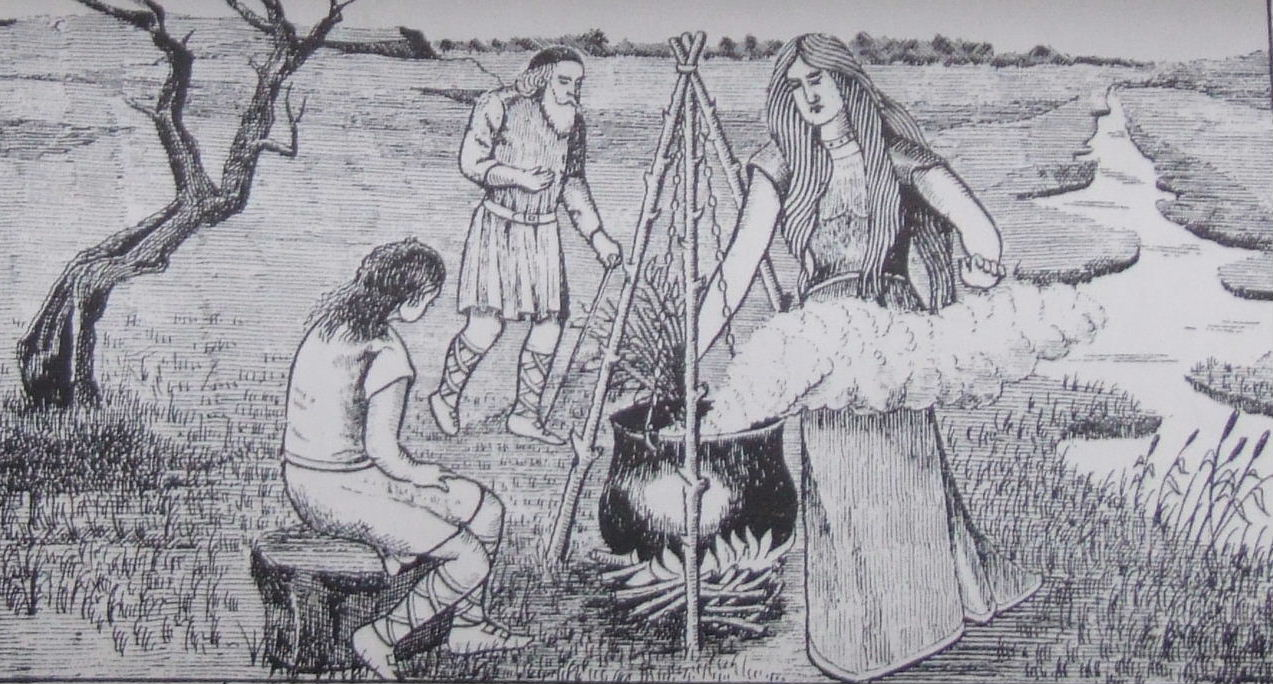
Gwion Bach, Tegid Foel und Ceridwen

Sie soll die Gattin des Seegeistes Tegid Foel gewesen sein und Mutter der wunderschönen Creirwy und des Morfran ap Tegid sowie des abgrundtief hässlichen Afaggdu. Um dessen Hässlichkeit auszugleichen, braute sie in einem magischen Kessel einen Trank, der ihren Sohn zum weisesten aller Wesen machen sollte. Gwion Bach, der den Kessel bewachen und den Trank ständig umrühren sollte, bekam, als der Trank vollendet war, zufällig die ersten drei Tropfen des heißen Gebräus auf seinen Daumen. Der steckte den Finger in den Mund, so dass der Zauber auf ihn anstelle von Afaggdus wirkte. Aus Ärger darüber versuchte Ceridwen Gwion zu töten und so kam es zu einer langen Verfolgungsjagd. Der Junge wechselte die Gestalt zu einem Hasen; sie wandelte sich zu einer schwarzen Jagdhündin. Sie nahmen immer neue tierische und pflanzliche Gestalten an bis Gwion zu einem Getreidekorn wurde und sich im Korn versteckte. Ceridwen wurde zu einer Henne und pickte es auf.
Bald darauf wurde Gwion als Sohn von Ceridwen wiedergeboren und wurde später der größte Dichter und Barde der Britannier. Diese Geschichte ist im Hanes Taliesin („Die Geschichte Taliesins“), einer walisischen Erzählung aus dem 16. Jahrhundert, überliefert. Ceridwen setzte ihren jungen Sohn in einem Boot auf dem Meere aus, wo er von Elphins gefunden und nach Hause getragen wurde. Hier wurde ihm der Name Taliesin („strahlende Stirne“) gegeben, da er sehr weise war.

## Deutung und Attribute
Es wird oft vermutet, dass Ceridwen auf eine alte keltische Gottheit zurückzuführen ist. Viele setzen sie der irischen Brigid gleich. Ceridwen ist eine Hüterin des Kessels der Anderswelt und die Herrin des Getreides. Dargestellt wird sie zumeist als alte Frau, mit dunklen prophetischen Eigenschaften. Als Symbol der Fruchtbarkeit wird sie zumeist von einer Muttersau begleitet. Ihre beiden Kinder Creirwy und Afaggdu waren in Aussehen und Wesen gegensätzlich, so war ihre Tochter als das schönste Mädchen bekannt, das je geboren wurde. Sie war warmherzig und strahlte Licht aus. Ihr Sohn hingegen galt als der hässlichste Knabe, der je gelebt hat. Er war kalt und abweisend und zeichnete sich durch ein dunkles Gemüt aus. Aus dieser Darstellung einer alten Frau mit einem brodelnden Kessel entstand vermutlich das Bild der Hexe im Volksmärchen.